# Langseb
Langseb is een bestuurslaag in het regentschap Kuningan van de provincie West-Java, Indonesië. Langseb telt 2300 inwoners (volkstelling 2010).